# 中東

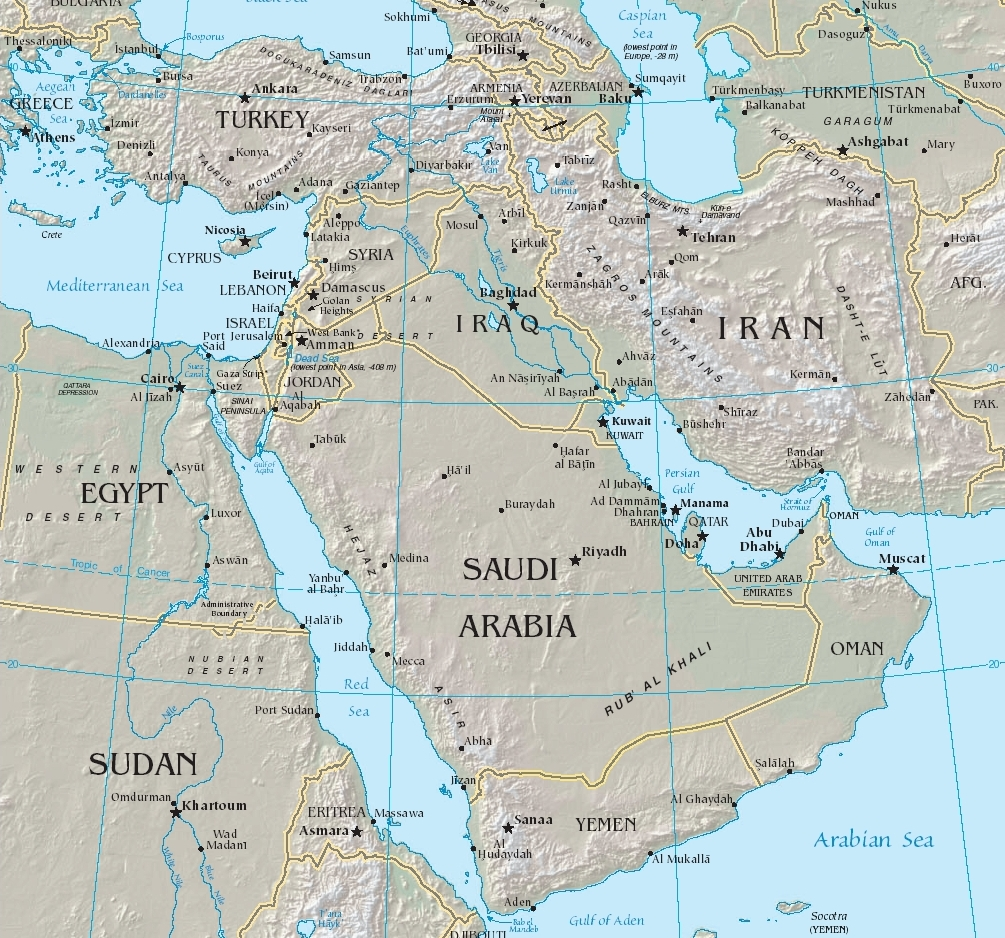
中東の地図

中東（ちゅうとう、英語: Middle East、アラビア語:الشرق الأوسط、ペルシャ語:خاورمیانه、トルコ語:Orta Doğu、ヘブライ語:המזרח התיכון、クルド語:Rojhilata Navîn、南アゼルバイジャン語:اورتاشرق）は、ヨーロッパから見て近辺にあるアジア・アフリカの地域概念を指す。狭義では西アジアの大部分にエジプト及びイランを含めた国々、広義では中近東とほぼ同じ範囲を指す。

## 概念
元々アジア圏内は歴史上インドを中心に栄えており、それを軸に地政学あるいは国際政治学上の地理区分が行われた。ヨーロッパから見てそのインドより近辺に位置する地域を指し、その範囲は国際政治の変化や文化的な認識の変化により時代とともに伸縮してきた。 
19世紀には「中近東（Near and Middle East）」の呼び方のほうが一般的であった。「中東」を最初に使用した人物は米国の海軍軍人アルフレッド・セイヤー・マハンで1902年のこととされているが、その範囲は曖昧であり、厳密な定義をして用いるようになったのはイギリスの政治行政官である。極東（Far East）、中東（Middle East）、近東（Near East）などはイギリスからみた呼称として成立した。
「中東」はオスマン帝国の崩壊を背景にイギリスの最も重要な植民地であったインドに至る地域（トルコ、エジプト、シリア、イラクなど）を指す呼称として次第に形成された。また、「近東」は東方問題が焦点となる中でオスマン帝国の領域を可視化する呼称として形成された。そのため、当初の「中東」の概念は第二次世界大戦後に定着したものとは大きく異なる。「近東」とはトルコやアラブ世界にバルカン半島を含む地域を指す。また、第二次世界大戦以前において「近東」と並行して「中東」が用いられる場合、イランとコーカサス、アフガニスタン、中央アジア、さらに広義にはインドシナ半島やトルキスタンに至る地域を含むことがあった。
第二次世界大戦が起こるとイギリスは北アフリカや西アジアでドイツやイタリアなどと対戦し、そこでは作戦上使用する呼称として中東（MENA）が使われるようになった。
第二次世界大戦後は中東と近東の区別が曖昧になり、ニューヨーク・タイムズは同じ地域に2つの呼称を使用していたが1954年に「中東」に表現を統一した。また、アメリカも1957年のアイゼンハワー・ドクトリンで公式文書として初めて「中東」を使用し、1958年の国務省の見解で「中東」と「近東」は交換可能な用語と説明された。

## アメリカの中東戦略
冷戦崩壊以降、国際安全保障環境は民族・宗教対立の表面化、核拡散、国際秩序の地域分化などが顕著となった。アメリカは、産油国でありながらかつ紛争の絶えない中東への介入を拡大させ、湾岸戦争後はイラクに対する敵視政策を拡大してきた。2001年における4年ごとの国防見直し (QDR) においては中東から東アジアにかけての広い地域を不安定の弧と位置づけ、対アジア戦略の中枢に据えてきた。中でも中東は紛争の絶えない地域でありアメリカの世界戦略の軸とされてきた。
こうしたアメリカの中東への介入によりアルカーイダはアメリカに対する敵視・敵対・テロ活動を増大させ、2001年にアメリカ同時多発テロ事件が勃発、アメリカの富の象徴、ニューヨーク・マンハッタンの世界貿易センタービル（ワールド・トレード・センター）、並びにアメリカの国防機関の中枢、国防総省へのテロが発生し、時のジョージ・W・ブッシュ大統領は、このテロを「新しい戦争」と呼び、ますます中東への介入を強めた。
しかし、国際法上、テロに対する戦争が困難だったアメリカはテロ支援国家を攻撃することによりこれに対抗しようとした。その結果がアフガニスタンのターリバーン政権打倒であり、イラク戦争であった。イラク戦争をはじめとするアメリカの中東戦略は国連安保理の承認を経ずに自国とイギリスを中心とした有志連合によって攻撃をしたため、国際社会から批判された。
アフガニスタンに対してはアフガニスタン戦争でターリバーン政権を打倒し、国連安全保障理事会で採択したアフガニスタンの再建・復興プロセスに基づいて、暫定国会選挙、新憲法案の採択、憲法承認国民投票、正式国会選挙、大統領選挙と政府の樹立などの政治体制の変革を遂行し、2014年末中のアフガニスタンへの派遣軍の全軍撤退をめざしているが、ターリバーンによるテロは収束せず治安回復や復興計画が進展していない。
イラクに対してはイラク戦争でフセイン政権を打倒し、国連安全保障理事会で採択したイラクの再建・復興プロセスに基づいて、暫定国会選挙、新憲法案の採択、憲法承認国民投票、首相の選挙と政府の樹立などの政治体制の変革を遂行し、テロが完全に収束せずテロによる死傷者が発生している状況ではあるが、2011年末にイラクへの派遣軍を全撤退させた。

## 日本との関係
20世紀前半の中東は欧米列強の侵略に悩まされた地域である。植民地支配からの独立後、また中東戦争時に欧米諸国が一斉に人材や資本を引き上げた時に西側諸国として唯一、政府開発援助や国際協力機構を通じて国際協力を続けた。日本にとっても豊かな産油国であるこれらの国との関係はエネルギー安全保障上において重要なパートナーであり、日本から東南アジア、インド洋、そして中東にかけて伸びる海洋交通路即ちシーレーンの防衛が課題となっている。
1970年代から1980年代にかけて新左翼系国際テロ組織の日本赤軍による活動拠点となり、多数の民間人が犠牲になったテルアビブ空港乱射事件や日航機ハイジャック事件などの日本赤軍事件の舞台ともなった。
アメリカ合衆国によるイラク戦争の開戦後は、日本もアメリカの同盟国としてイラク戦争の支持を表明し、イラク戦争の後方支援並びにイラク戦後復興支援に尽力している。日本のイラクへの自衛隊派遣に反対する人々は「アメリカの戦争への協力」、「アメリカのいいなり」、「イラク国民のためにならない」、「自衛隊の派遣は憲法違反」、「武装組織との戦闘によりイラク国民にも自衛隊にも死傷者が発生したらイラク国民の対日感情が悪化する」などの理由で批判し、日本の左派系のマスコミによって論争になった。イラクでアメリカ軍やイギリス軍を攻撃した武装勢力は、イラクに派遣された日本の自衛隊に対しては攻撃せず、自衛隊はイラクの武装勢力との戦闘による死傷者は発生せず、自衛隊もイラク国民を死傷させなかった。イラクからの自衛隊の撤退後に、イラクの大統領、首相、外相、その他の閣僚や政府幹部、国会議員団が来日して、日本の首相や閣僚と会談した時に、日本がイラク戦争後のイラクの復興に協力したことに感謝を表明した。

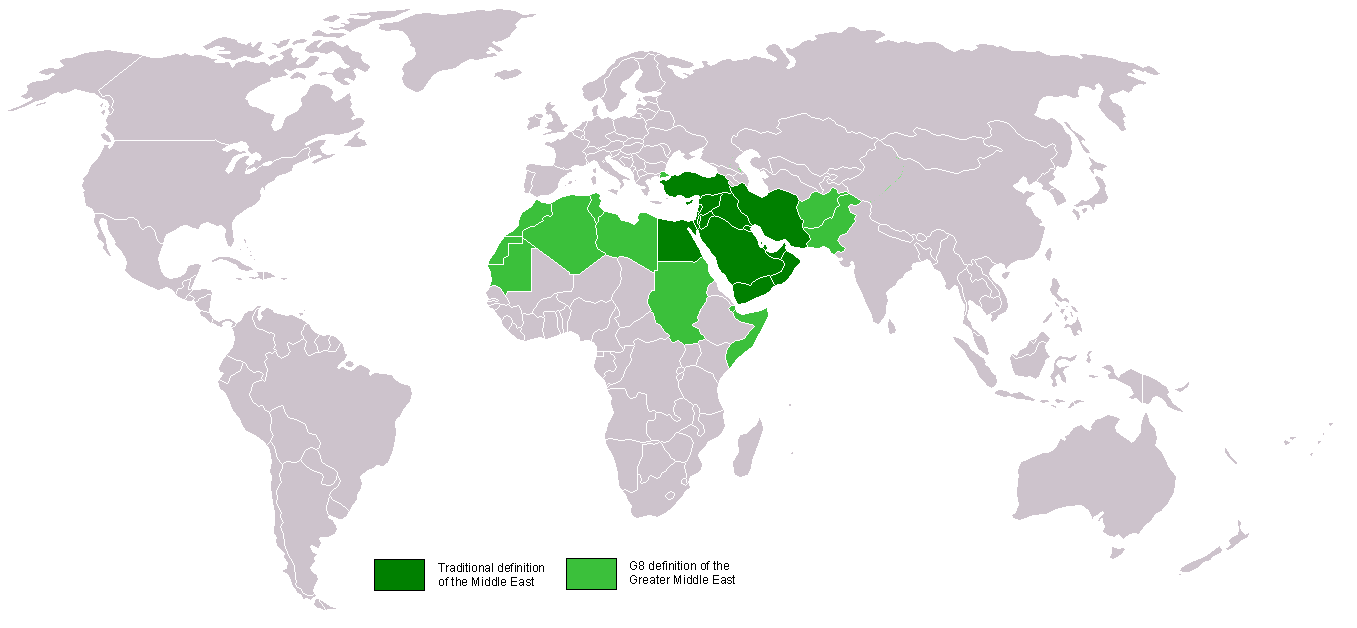
伝統的中東（深緑色）とG8によって提案された拡大中東（薄緑色）

## 中東の国 - 首都の一覧
ここでは中東の国として、西アジア諸国・地域、及びに北アフリカのアラブ諸国（アラブ人が多数を占める国）を記載する。

### 伝統的中東
| 国旗                 | 国章 | 国名             | 正式国名               | 原語（公用語）表記                                        | 人口       | 面積 (km2) | 首都                                                        |
| -------------------- | ---- | ---------------- | ---------------------- | --------------------------------------------------------- | ---------- | ---------- | ----------------------------------------------------------- |
| アラブ首長国連邦の旗 |      | アラブ首長国連邦 | アラブ首長国連邦       | الإمارات العربيّة المتّحدة（アラビア語）                    | 4,599,000  | 82,880     | アブダビ                                                    |
| イエメンの旗         |      | イエメン         | イエメン共和国         | الجمهوريّة اليمنية（アラビア語）                           | 23,580,000 | 527,970    | サナア                                                      |
| イスラエルの旗       |      | イスラエル       | イスラエル国           | מדינת ישראל（ヘブライ語） دولة اسرائيل（アラビア語）      | 7,170,000  | 20,770     | エルサレム（イスラエルの主張） テルアビブ（国際連合の主張） |
| イラクの旗           |      | イラク           | イラク共和国           | الجمهورية العراقية（アラビア語） كۆماری عێراق（クルド語） | 30,747,000 | 437,072    | バグダード                                                  |
| イランの旗           |      | イラン           | イラン・イスラム共和国 | جمهوری اسلامی ایران（ペルシア語）                         | 74,196,000 | 1,648,195  | テヘラン                                                    |
| エジプトの旗         |      | エジプト         | エジプト・アラブ共和国 | جمهوريّة مصرالعربيّة（アラビア語）                          | 82,999,000 | 1,001,450  | カイロ                                                      |
| オマーンの旗         |      | オマーン         | オマーン国             | سلطنة عُمان（アラビア語）                                  | 2,845,000  | 312,460    | マスカット                                                  |
| カタールの旗         |      | カタール         | カタール国             | دولة قطر（アラビア語）                                    | 1,409,000  | 11,437     | ドーハ                                                      |
| クウェートの旗       |      | クウェート       | クウェート国           | دولة الكويت（アラビア語）                                 | 2,985,000  | 17,820     | クウェート                                                  |
| サウジアラビアの旗   |      | サウジアラビア   | サウジアラビア王国     | الملكة العربية السعودية（アラビア語）                     | 25,721,000 | 2,149,690  | リヤド                                                      |
| シリアの旗           |      | シリア           | シリア・アラブ共和国   | الجمهوريّة العربيّة السّوريّة（アラビア語）                   | 21,906,000 | 185,180    | ダマスクス                                                  |
| トルコの旗           |      | トルコ           | トルコ共和国           | Türkiye Cumhuriyeti（トルコ語）                           | 74,816,000 | 780,580    | アンカラ                                                    |
| バーレーンの旗       |      | バーレーン       | バーレーン王国         | ملكة البحرين（アラビア語）                                | 791,000    | 665        | マナーマ                                                    |
| パレスチナの旗       |      | パレスチナ       | パレスチナ暫定自治政府 | فلسطين（アラビア語）                                      | 4,277,360  | 6,220      | ラマッラーおよびガザ （東エルサレムを希望）                 |
| ヨルダンの旗         |      | ヨルダン         | ヨルダン・ハシミテ王国 | الملكة الأردنّيّة الهاشميّة（アラビア語）                    | 6,316,000  | 92,300     | アンマン                                                    |
| レバノンの旗         |      | レバノン         | レバノン共和国         | الجمهوريّة البنانيّة （アラビア語）                         | 4,224,000  | 10,400     | ベイルート                                                  |

### 拡大中東
| 国旗                         | 国章    | 国名           | 正式国名                       | 原語（公用語）表記                                                                                       | 人口        | 面積 (km2) | 首都                                                                                 |
| ---------------------------- | ------- | -------------- | ------------------------------ | --- | ----------- | ---------- | ------------------------------------------------------------------------------------ |
| アフガニスタンの旗           |         | アフガニスタン | アフガニスタン・イスラム首長国 | جمهوری اسلامی افغانستان（アラビア語）                                                                    | 31,108,077  | 652,225    | カーブル                                                                             |
| アルジェリアの旗             |         | アルジェリア   | アルジェリア民主人民共和国     | الجمهورية الجزائرية الديمقراطية الشعبية（アラビア語）                                                    | 34,895,000  | 2,381,740  | アルジェ                                                                             |
| キプロスの旗                 |         | キプロス       | キプロス共和国                 | Κυπριακή Δημοκρατία（ギリシア語） Kıbrıs Cumhuriyeti（トルコ語）                                         | 871,000     | 9,250      | ニコシア                                                                             |
| 北キプロス・トルコ共和国の旗 |         | 北キプロス     | 北キプロス・トルコ共和国       | Kuzey Kıbrıs Türk Cumhuriyeti（トルコ語）                                                                | 265,100     | 3,355      | レフコシャ                                                                           |
| スーダンの旗                 |         | スーダン       | スーダン共和国                 | جمهورية السودان（アラビア語） Republic of the Sudan（英語）                                              | 30,894,000  | 1,886,068  | ハルツーム                                                                           |
| チュニジアの旗               |         | チュニジア     | チュニジア共和国               | الجمهرية التونسية（アラビア語）                                                                          | 10,272,000  | 163,610    | チュニス                                                                             |
| 西サハラの旗                 |         | 西サハラ       | サハラ・アラブ民主共和国       | الجمهورية العربية الصحراوية الديمقراطية（アラビア語） República Árabe Saharaui Democrática（スペイン語） | 502,585     | 266,000    | アイウン（名目上の首都） ティファリティ（暫定的な首都） ティンドゥフ（事実上の首都） |
| ジブチの旗                   |         | ジブチ         | ジブチ共和国                   | République de Djibouti（フランス語） جمهورية جيبوتي （アラビア語）                                       | 864,000     | 23,000     | ジブチ                                                                               |
| ソマリアの旗                 |         | ソマリア       | ソマリア連邦共和国             | Soomaaliya（ソマリ語） الصومال（アラビア語）                                                             | 10,272,000  | 163,610    | モガディシュ                                                                         |
| パキスタンの旗               |         | パキスタン     | パキスタン・イスラム共和国     | 'اسلامی جمہوریت پاکستان'（ウルドゥー語） Islamic Republic of Pakistan（英語）                            | 180,808,000 | 803,940    | イスラマバード                                                                       |
| モロッコの旗                 |         | モロッコ       | モロッコ王国                   | الملكة المغربية（アラビア語）                                                                            | 31,993,000  | 446,550    | ラバト                                                                               |
| モーリタニアの旗             |         | モーリタニア   | モーリタニア・イスラム共和国   | الجمهورية الإسلامية الموريتانية（アラビア語） République islamique de Mauritanie（フランス語）           | 3,291,000   | 1,030,700  | ヌアクショット                                                                       |
| リビアの旗                   | [ t 5 ] | リビア         | リビア国                       | دولة ليبيا（アラビア語）                                                                                 | 6,420,000   | 1,759,540  | トリポリ                                                                             |

### 表註
1. 1 2 3  ヨーロッパにも分類され得る
2. ↑  2013年現在、国際連合に加盟する193カ国中134カ国（69.4%）から「パレスチナ国（State of Palestine）」として国家承認されている。
3. 1 2 3 4 5 6 7 8 9 10 11 12 13  G8により提案された拡大中東。外務省 平成17年版（2005年）外交青書
4. ↑  2012年8月に暫定政権の統治が終了するまでは、「ソマリア共和国（Republic of Somalia）」を国名としていたが、全土を実効支配しておらず、公式国名と見なされていなかった。
5. ↑  2011年リビア内戦後のリビア国民評議会による暫定政権はロゴマークのみしか制定しておらず、正式な国章はまだ決まっていない。

## 言語
この地域で話される主要言語としては、アフロ・アジア語族に属するアラビア語やヘブライ語、インド・ヨーロッパ語族に属するペルシャ語やクルド語、アルタイ諸語に属するトルコ語やベイリム語がある。
中東で最も広く話される言語はアラビア語であり、中東はおおまかにアラビア語圏と非アラビア語圏に二分することができる。アラビア語圏はマグリブ諸国やエジプト、アラビア半島諸国、シリアやイラクなどであり、これらの国では公用語がアラビア語とされている。アラビア語圏の国家は中東地域の過半を占めており、地域の共通語として広く話される。これに対し、ペルシャ語を話すイランやトルコ語を話すトルコ、ヘブライ語を話すイスラエルは非アラビア語圏に属する。

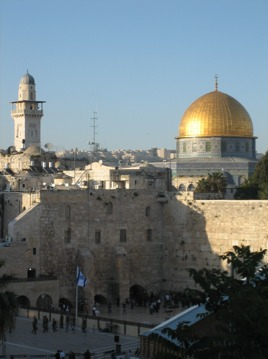
エルサレムの神殿の丘

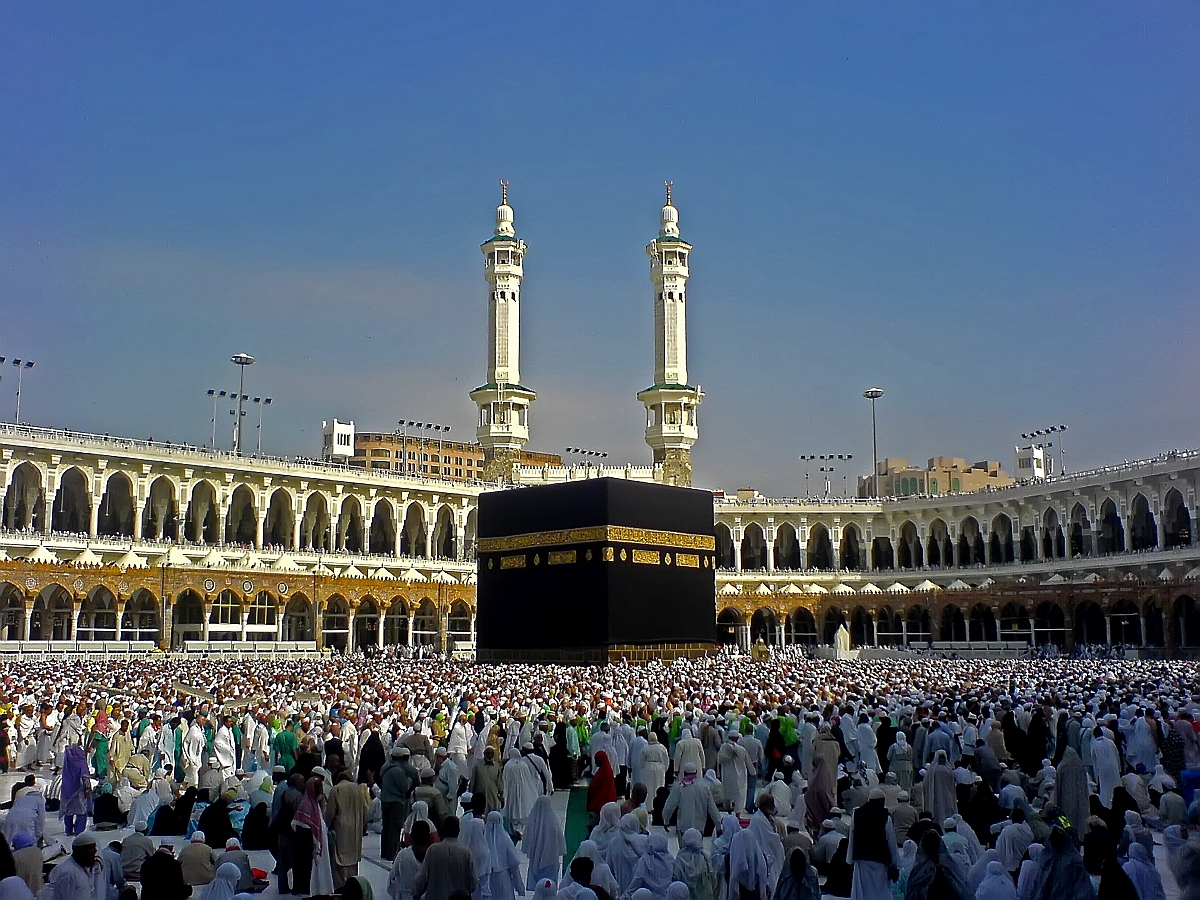
メッカのカーバ神殿

## 宗教
中東はユダヤ教、キリスト教、イスラム教の誕生した地であり、イスラム教の聖都であるメッカとメディナはこの地に存在し、毎年世界中から多数の巡礼を受け入れている。また、エルサレムはユダヤ教、キリスト教、イスラム教の3宗教がすべて聖地としており、11世紀末から170年以上にわたって断続的に行われた十字軍などに見えるように、3宗教の争奪の地となってきた。21世紀においてはこの地域の信仰は圧倒的にイスラム教が多数を占める。
非イスラム教徒が多数派を占める国家はイスラエルただ一国である。ただし、レバノンにはマロン派のキリスト教徒が比較的多く、エジプトにはコプト派のキリスト教徒が一定数存在する。イスラム教徒の大半はスンニ派であるが、イランの国民の多くはシーア派に属する十二イマーム派を信仰している。イランにはゾロアスター教やバハイ教の小規模なコミュニティも存在する。イラクはシーア派が6割、スンニ派が3割5分を占めており、両派の間に対立がある。バーレーンもシーア派が75%、スンニ派が25%を占めるが、同国の首脳部はスンニ派で占められ、国民の多数派であるシーア派とはしばしば激しく対立する。オマーンにおいてはイバード派が主流となっている。

## 民族
中東最大の民族はアラブ人であり、エジプトやサウジアラビアをはじめ、中東の過半の国々はアラブ人が多数派を占めている。アラブ人に次いで人口規模が大きいのはペルシャ人とトルコ人であり、それぞれイランとトルコの人口の大多数を占める。その次に人口が多いのはトルコ・イラン・イラクの三か国にまたがる山岳地帯に居住し、2,500万～3,000万人の人口を抱えるクルド人であるが、クルド人は独自の国を持たず、居住するどの国においても少数派である。このため、とくに居住者の多いイラクやトルコとの間に紛争が多発している。イラクにおいては、2003年のバアス党政権崩壊によってクルディスタン地域に大きな自治が与えられるようになった。このほか、イスラエルにおいてはユダヤ人が多数派である。ユダヤ人はもともとパレスチナの地に居住しており、アラブ人と共存していたが、19世紀後半以降シオニズムの進展とともにパレスチナへの移住者が増大し、人口バランスが崩れて紛争が多発するようになった。やがて両者の対立は1948年に第一次中東戦争として火を噴き、勝利したユダヤ人は建国したイスラエルの基盤固めに成功したが、その後も両民族間では対立が絶えず、四度にわたる中東戦争を招くこととなった。イスラエルにおいては建国後ユダヤ人の流入がさらに増大したものの、アラブ人を排除しているというわけではなく、人口の20%はアラブ人が占めている。

## 政治
中東の政治の最大の対立点はイスラエルである。イスラエルはほかの中東諸国のほとんどすべてと対立状態にあり、そのため中東諸国がすべて加盟している地域協力機構は存在しない。イスラエルを除けば、中東地域で域内大国と言えるのはエジプト、トルコ、イラン、サウジアラビア、アラブ首長国連邦の5か国である。エジプトは人口8000万人を抱える中東最大の国家であり、政治面でも文化面でもアラブ諸国の主導権を長く握ってきた。これに対抗できるアラブ人国家はサウジアラビアのみである。サウジアラビアは人口は3000万人弱であるが、聖地であるメッカとメディナの統治者であり、また世界最大の産油国であることから経済的にも強く、宗教面・経済面で影響力が強い。これらのアラブ人国家はすべてアラブ連盟に加盟しており、アラブ連盟は中東最大の地域協力機構となっている。ただしアラブ連盟はあくまでもアラブ人諸国家の連合組織であり、イスラエルはもとより、トルコ人を主体とするトルコやペルシャ人を主体とするイランも加盟してはいない。中東域内のアラブ人国家には過去何度か統合の動きがあり、1958年にはエジプトとシリアが連合してアラブ連合共和国が、同年イラクとヨルダンが連合してアラブ連邦が結成されたが、アラブ連邦はわずか数か月で、アラブ連合共和国も3年後の1961年に崩壊した。また、ペルシャ湾岸の諸国の間では湾岸協力会議という独自の地域協力機構が存在する。トルコもこの地域では経済力が強く存在感を持っているが、同国はヨーロッパ連合加盟を長年求め続けているようにヨーロッパ志向も強い。

## 歴史
現在中東と呼ばれている地域は地球上でもっとも古くから文明の発達した土地である。この地域に成立したエジプト文明とメソポタミア文明の二つの大文明、およびそれを含む肥沃な三日月地帯と呼ばれる地域はエジプトやバビロニア、ヒッタイト、アケメネス朝ペルシアなど古来より多くの帝国を育んできた。紀元前331年にはアケメネス朝がマケドニア王国のアレクサンドロス3世によって征服されるが、アレクサンドロスの帝国はすぐに崩壊し、中東全域はその後継国家であるセレウコス朝シリア王国とプトレマイオス朝エジプト王国に分割されたが、この時の文化混交によって政治的・文化的にヘレニズムと呼ばれる一時代が形成された。その後ヘレニズム国家はローマ帝国によって併合され、イラン高原はパルティア王国によって支配された。このシリア・エジプトを支配する地中海国家とメソポタミア・イラン高原を支配するペルシア国家の構図は、両国崩壊後の東ローマ帝国とサーサーン朝の両王朝においても継続された。
この構図が根本的に変動するのは、622年にアラビア半島に成立したイスラム帝国が北上を開始してからである。イスラム帝国はサーサーン朝を滅亡させて東ローマ帝国をアナトリアの端にまで追いつめ、中東のほぼ全域を統一的な支配下におさめた。この中東の統一は9世紀初頭のアッバース朝初期まで続き、この時期以降中東ではイスラム教が支配的な宗教となった。その後アッバース朝の衰退により各地にイスラム王朝が分立するようになり、1095年から1291年にかけては十字軍国家がパレスチナからシリアにかけて勢力を張ったこともあったものの、イスラム教の優越は現代まで続いている。16世紀初頭には中東西部はオスマン帝国によって統一され、イラン高原のサファヴィー朝と対峙するようになった。この中東東西勢力の対立はイランでの王朝交代をはさみつつ19世紀まで続くものの、やがて両勢力ともに衰退し、ヨーロッパからの介入を招くようになった。

## 将来予測
地球温暖化の深刻な影響により、将来的には全世界での中でも、夏の暑さが人類にとっての生存の限界（湿球温度35度。それ以上の環境では健康な若者でも屋外に6時間ほどいると死に至るとされる）に達する状況が本格的に発生して居住不能になるのが最も早い地域の一つと予測されており、実際その限界の状況が2015年頃以降、ペルシア湾岸で短時間ながら既にしばしば発生している。そのため、サウジアラビアなどでは産業の構造転換などの動きが模索されている。

## 中東の主要都市

アブダビ - アラブ首長国連邦
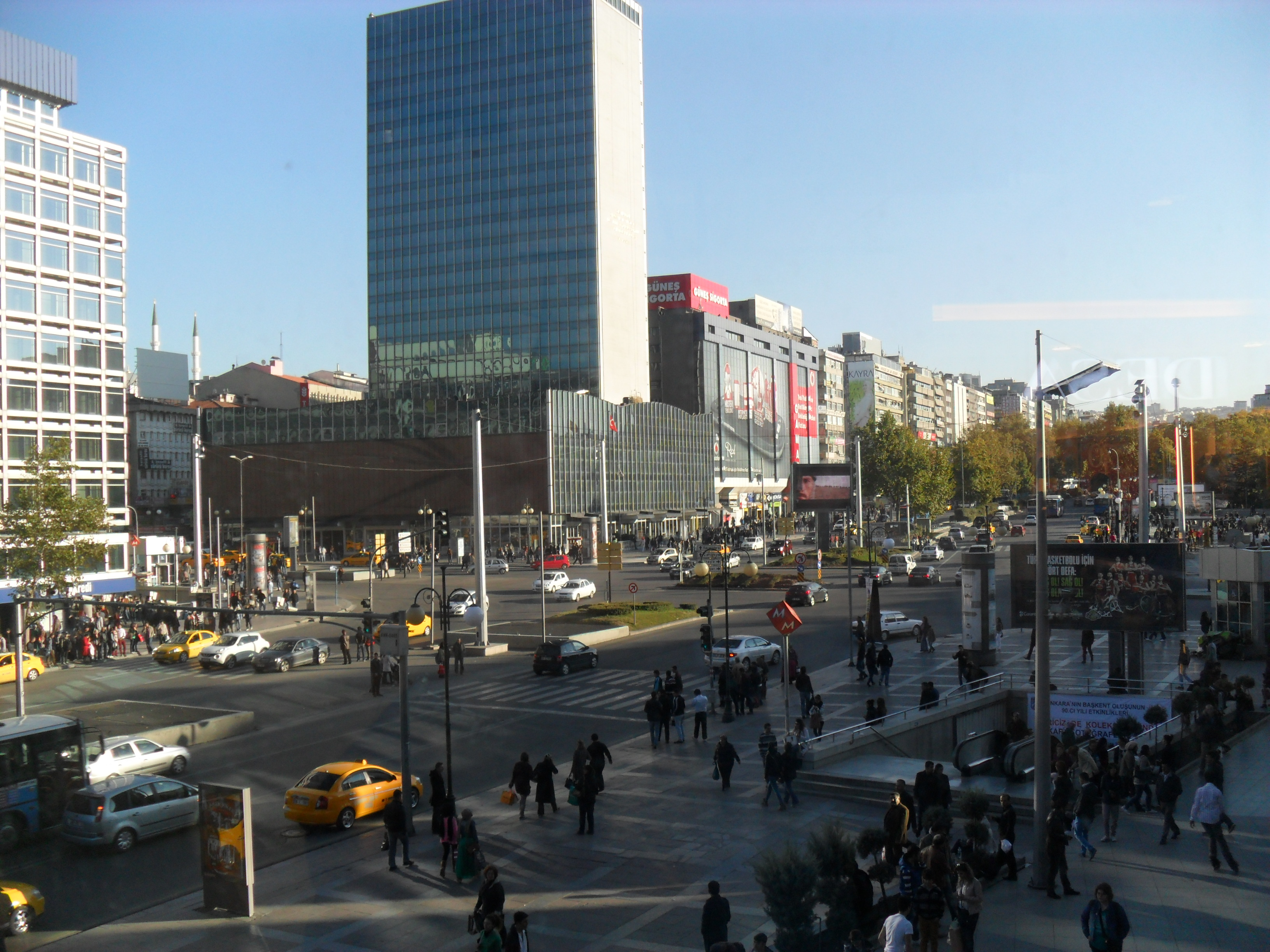
アンカラ - トルコ
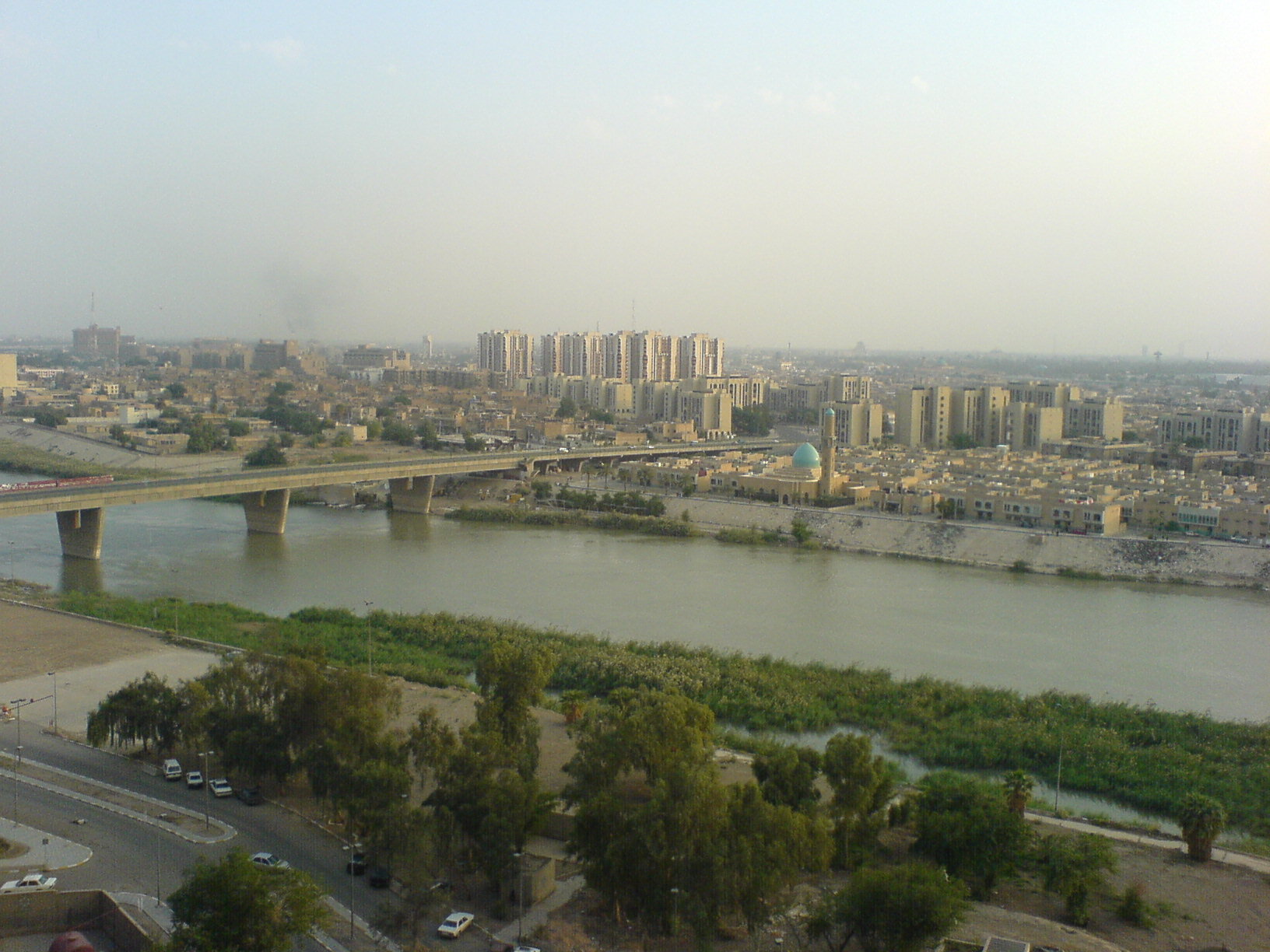
バグダード - イラク
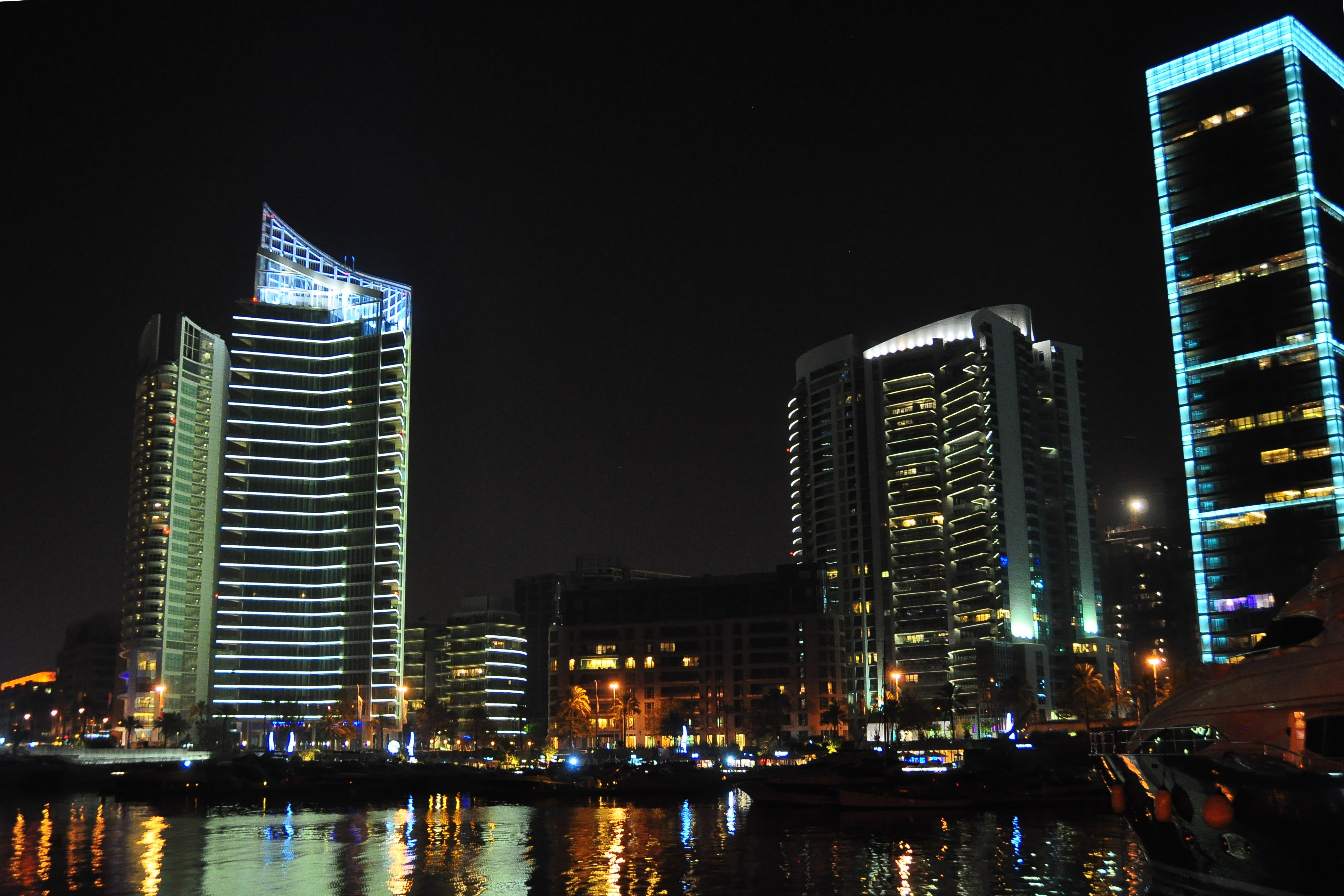
ベイルート - レバノン
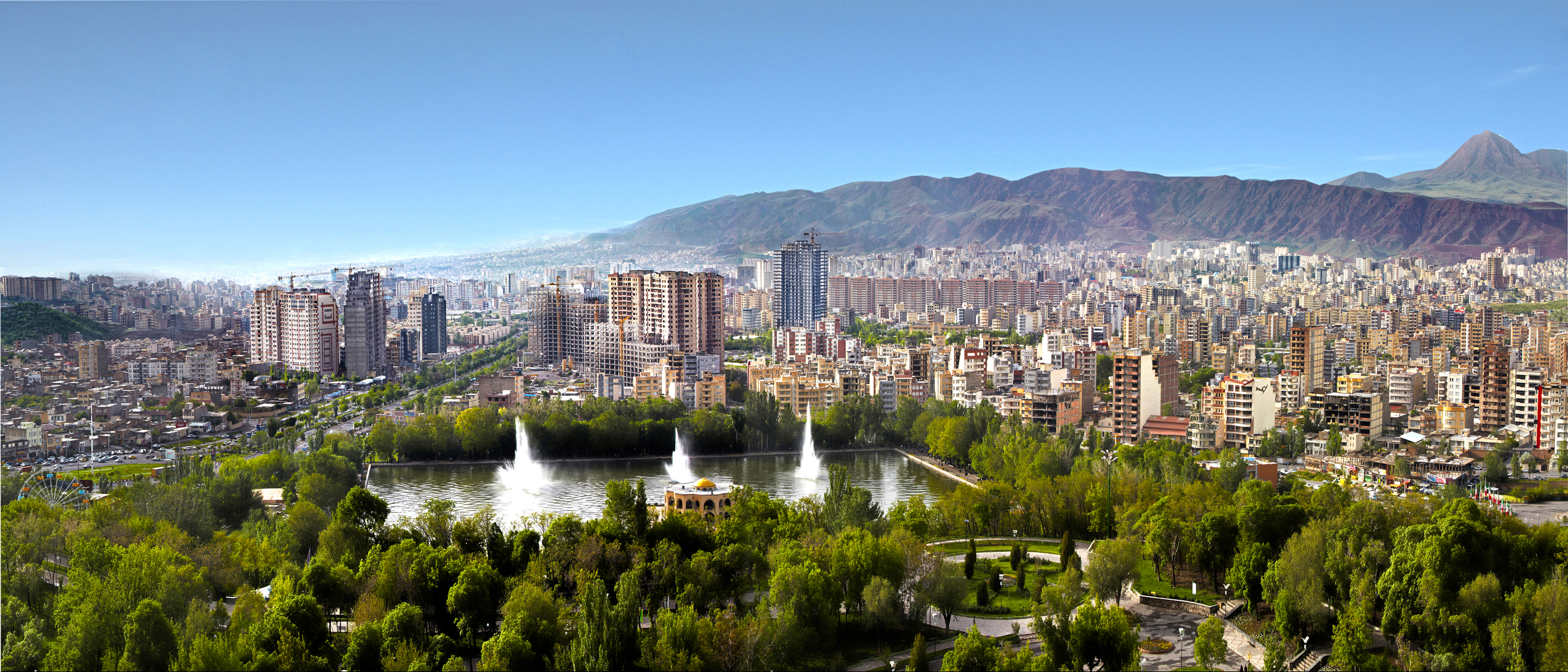
タブリーズ - イラン
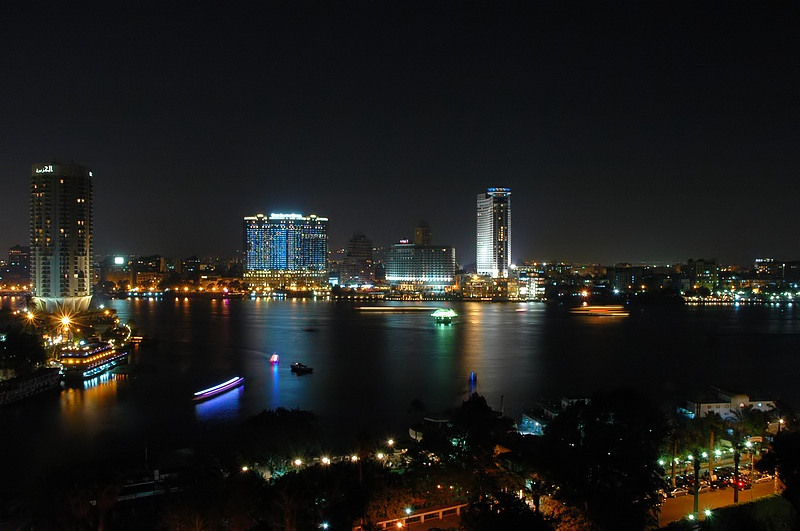
カイロ - エジプト
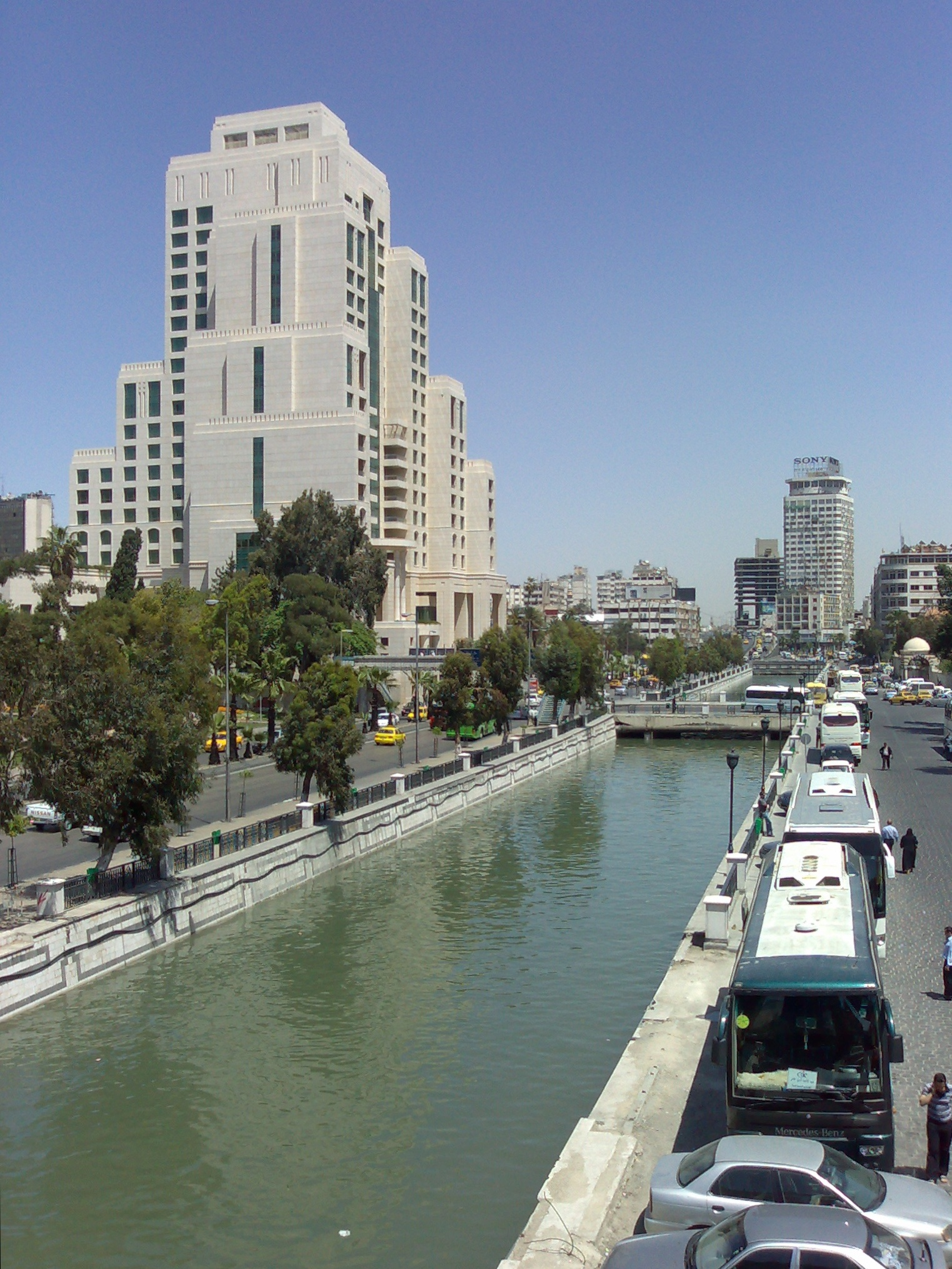
ダマスカス - シリア
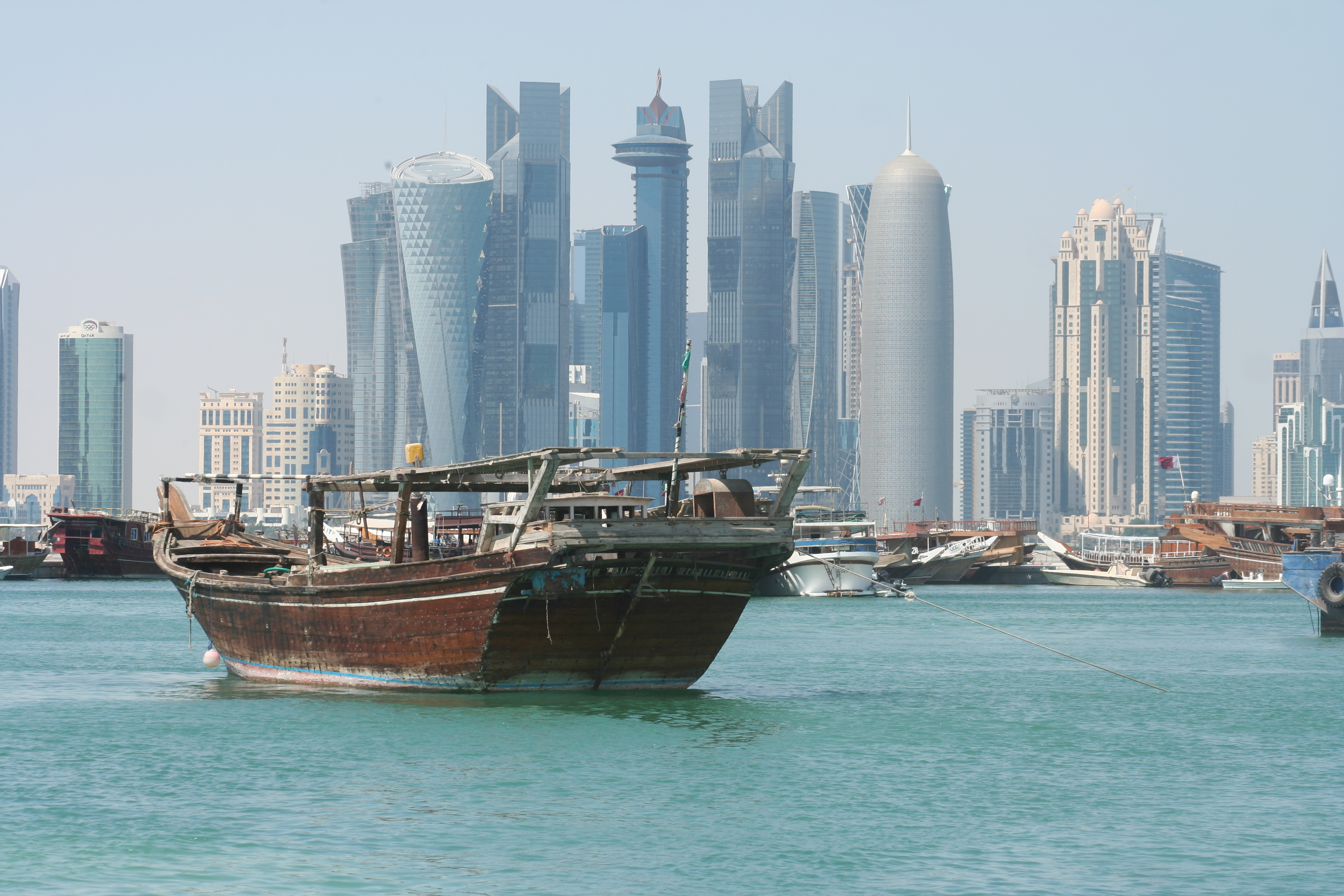
ドーハ - カタール
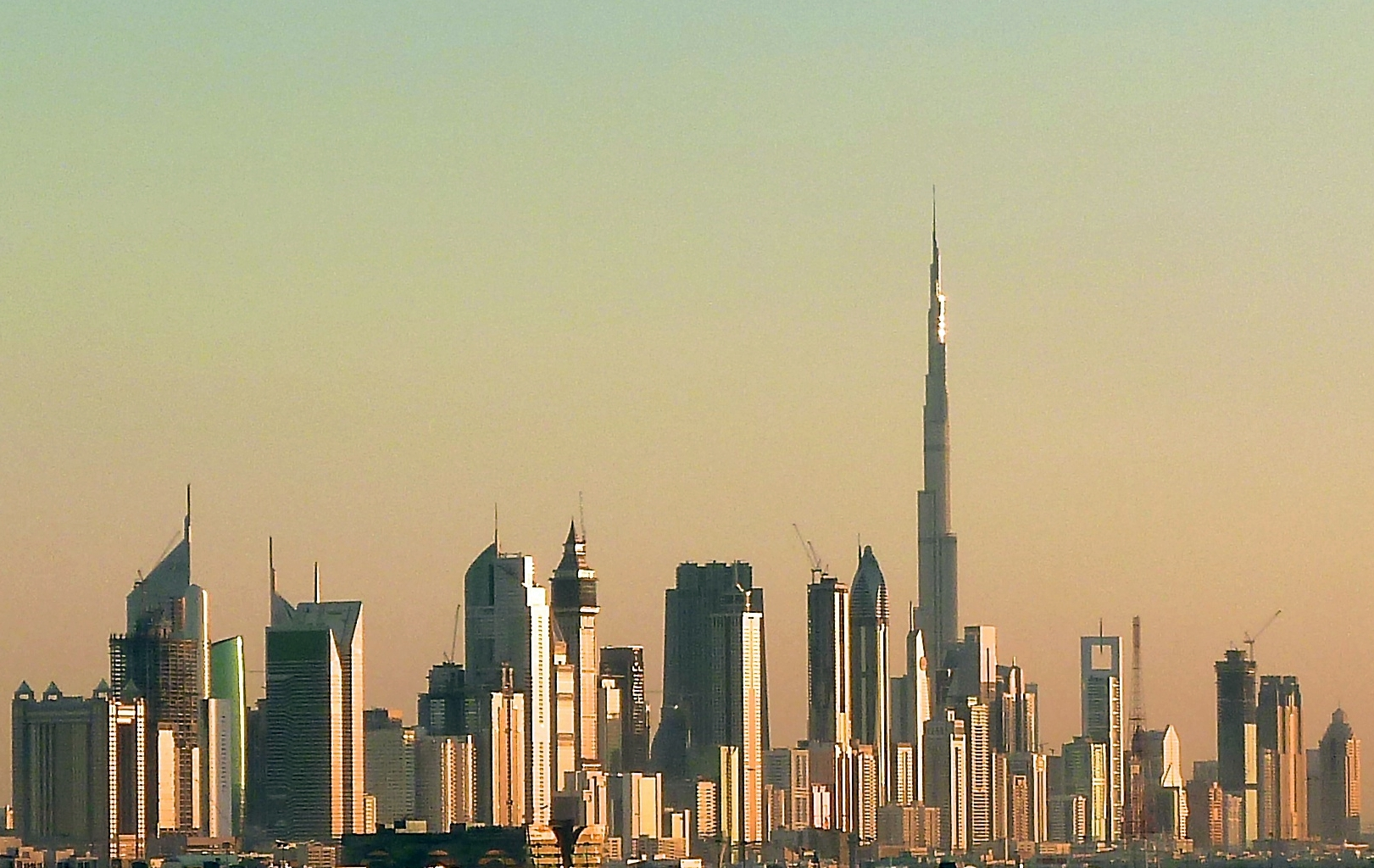
ドバイ - アラブ首長国連邦
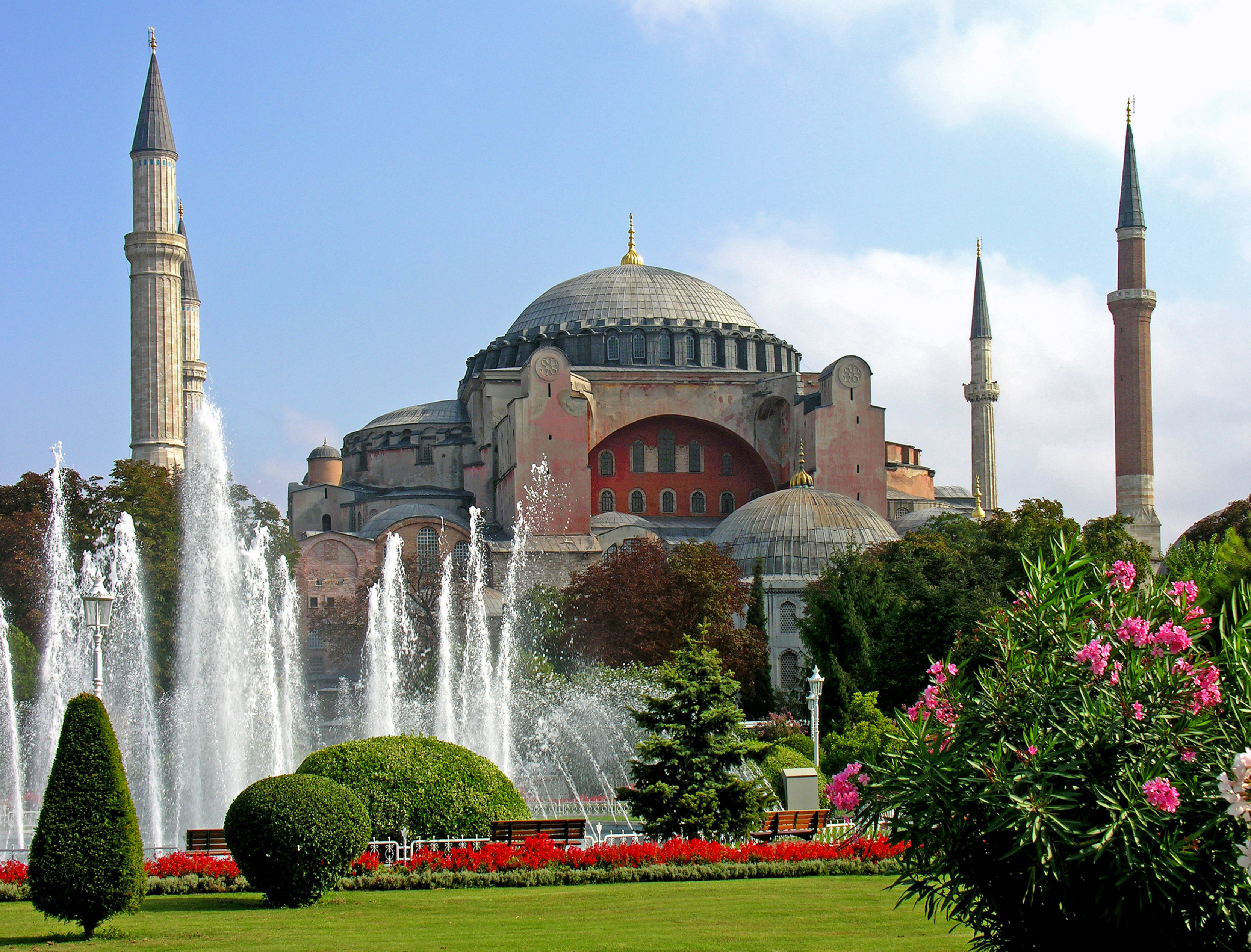
イスタンブール - トルコ
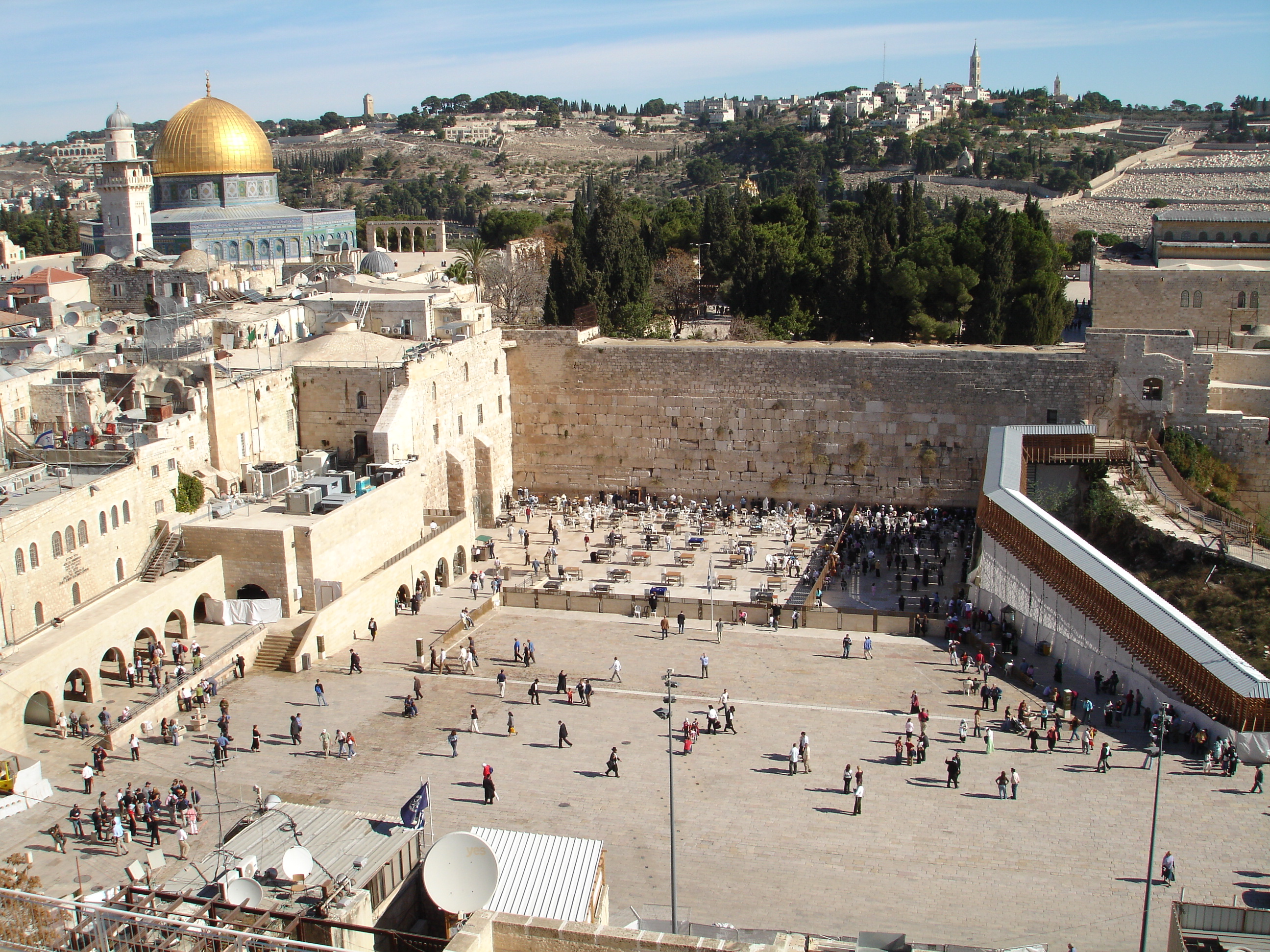
エルサレム（アル・クドゥス） - パレスチナ・イスラエル
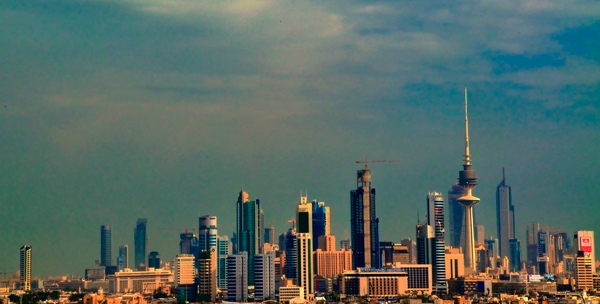
クウェート市 - クウェート
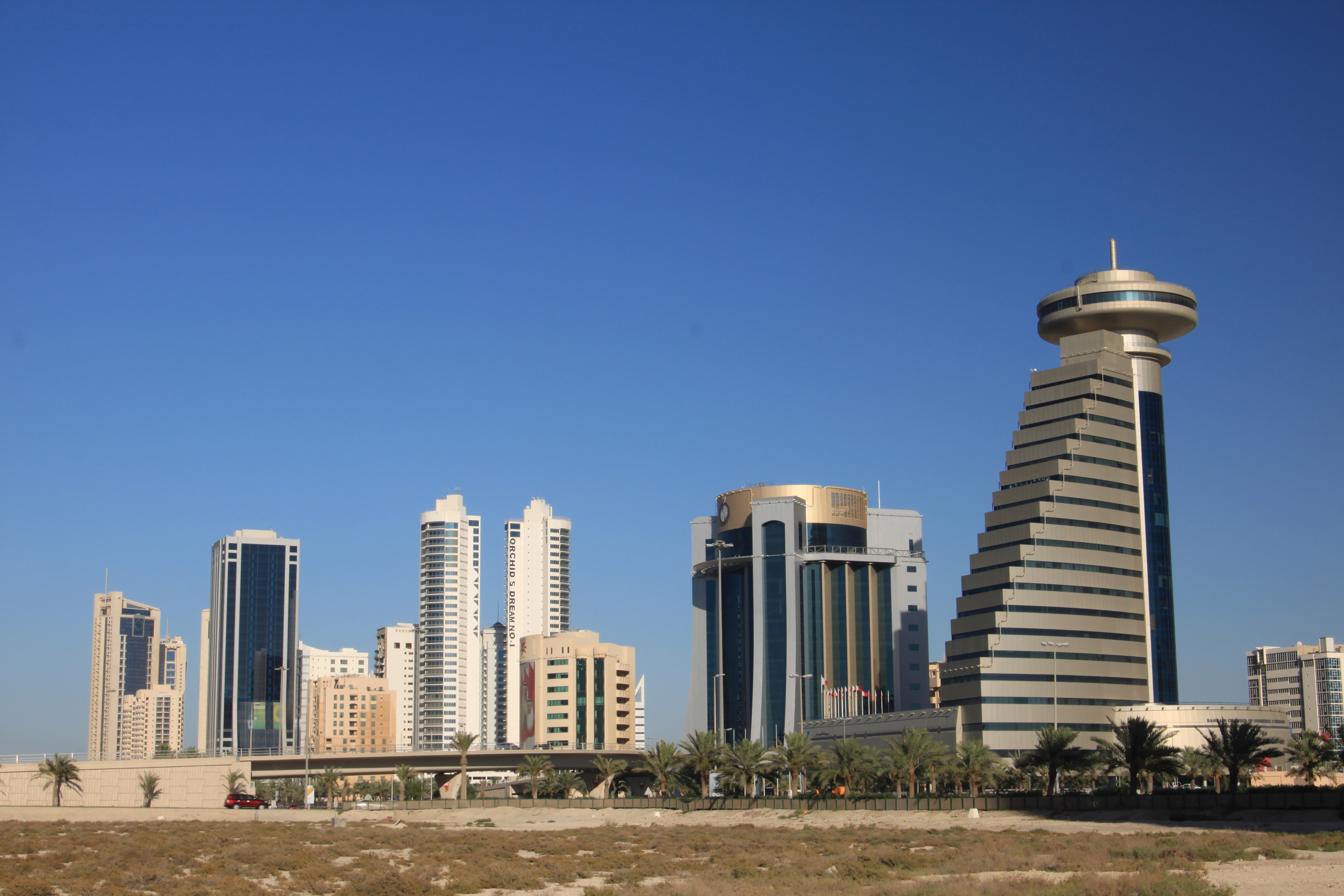
マナーマ - バーレーン
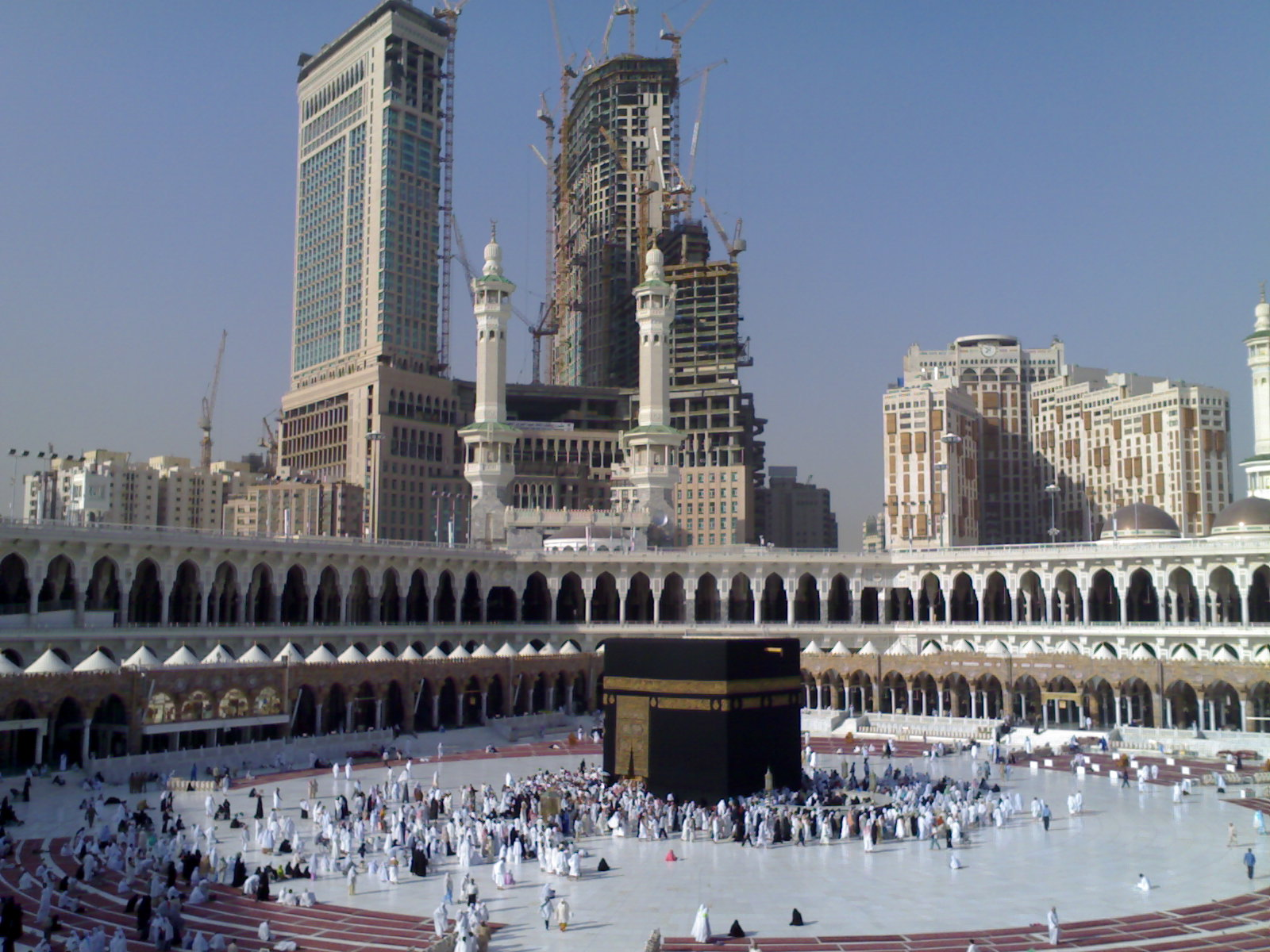
マッカ - サウジアラビア
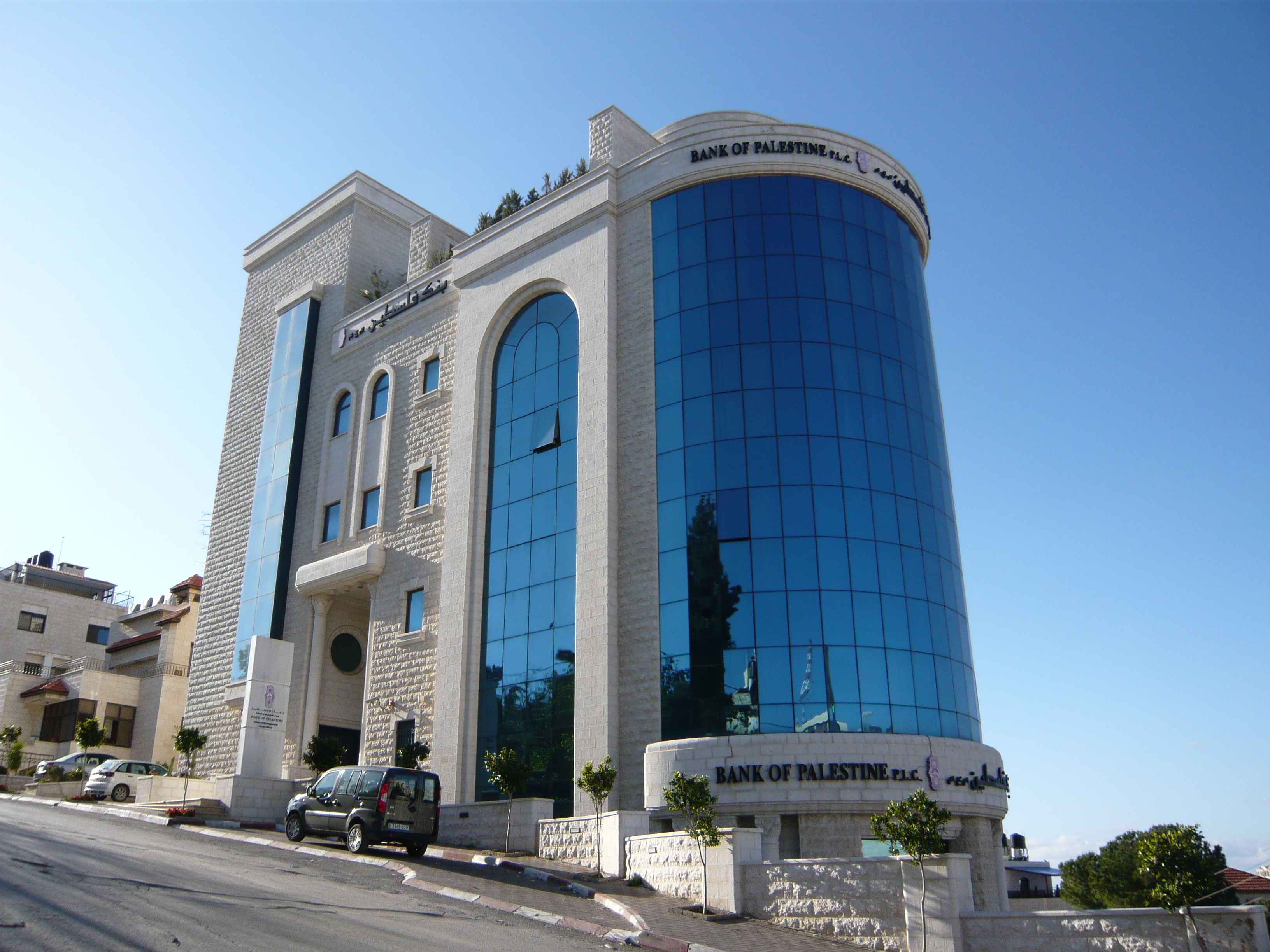
ラマッラー - パレスチナ
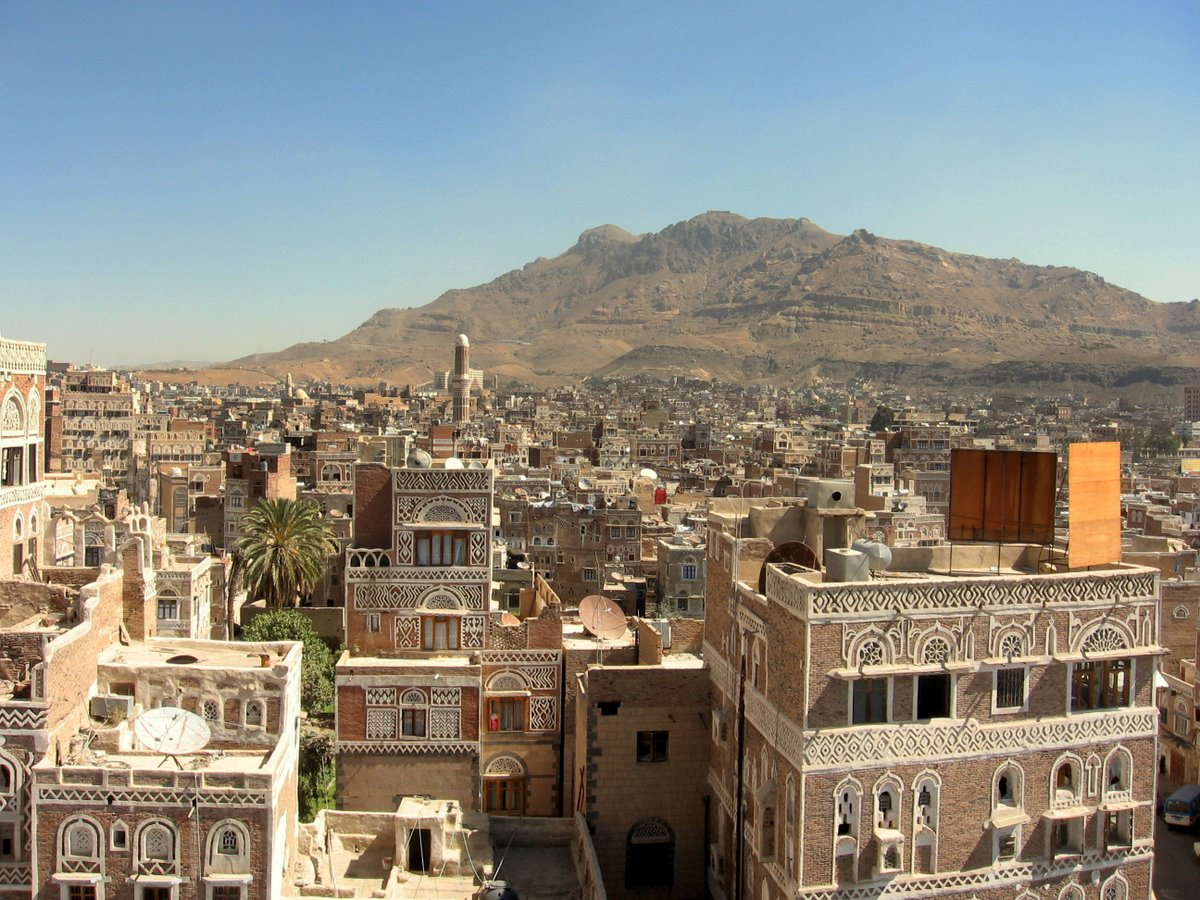
サナア - イエメン
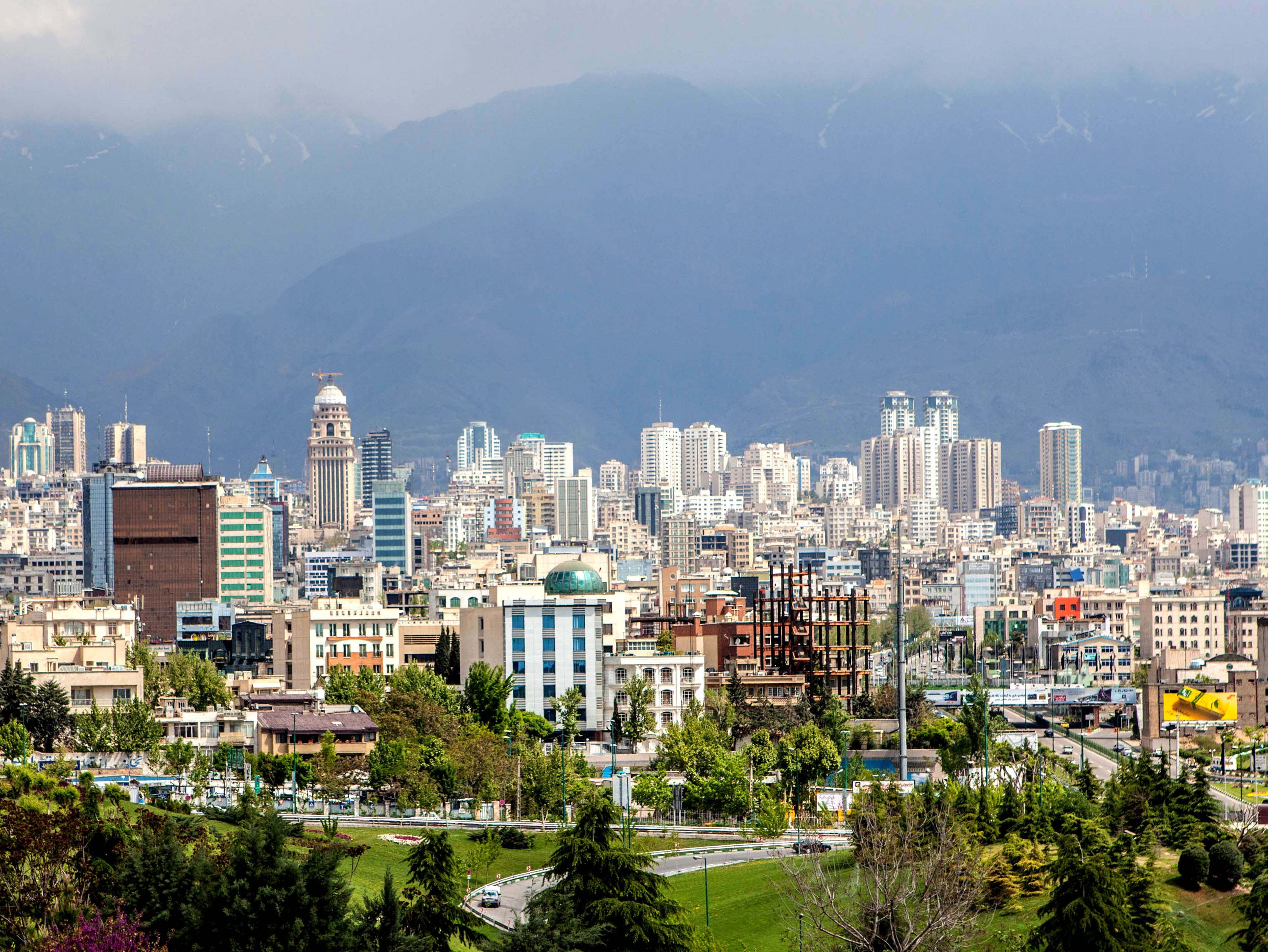
テヘラン - イラン
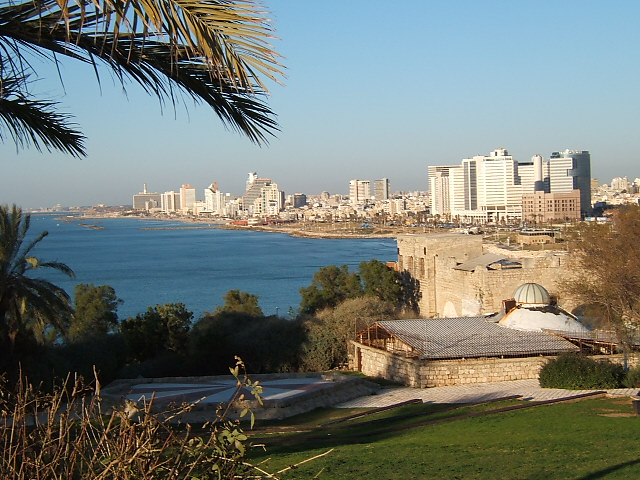
テルアビブ - イスラエル